# Midvale (Utah)
Midvale é uma cidade localizada no estado norte-americano do Utah, no Condado de Salt Lake.

## Demografia
Segundo o censo norte-americano de 2000, a sua população era de 27.029 habitantes.
Em 2006, foi estimada uma população de 27.249, um aumento de 220 (0,8%).

## Geografia
De acordo com o United States Census Bureau tem uma área de 15,1 km², dos quais 15,1 km² cobertos por terra e 0,0 km² cobertos por água. Midvale localiza-se a aproximadamente 1.353 m acima do nível do mar.

## Localidades na vizinhança
O diagrama seguinte representa as localidades num raio de 8 km ao redor de Midvale.